# Dryophiops
Dryophiops is een geslacht van slangen uit de familie toornslangachtigen (Colubridae) en de onderfamilie Ahaetuliinae.

## Naam en indeling
De wetenschappelijke naam van de groep werd voor het eerst voorgesteld door George Albert Boulenger in 1896. Er zijn twee soorten, de soort Dryophiops rubescens werd eerder tot de geslachten Dipsas, Leptophis, Dendrophis, Chrysopelea en Dryophis gerekend.

### Soorten
Het geslacht omvat de volgende soorten, met de auteur en het verspreidingsgebied.
| Naam                  | Auteur          | Verspreidingsgebied                                                   |
| --------------------- | --------------- | --------------------------------------------------------------------- |
| Dryophiops philippina | Boulenger, 1896 | Filipijnen                                                            |
| Dryophiops rubescens  | Gray, 1835      | Cambodja, Filipijnen, Indonesië, Maleisië, Palau, Singapore, Thailand |

## Verspreiding en habitat
De habitat bestaat uit vochtige tropische en subtropische laaglandbossen. Ook in door de mens aangepaste streken zoals landelijke tuinen kunnen de slangen worden aangetroffen.
De slangen komen voor in delen van Azië en leven in de landen Cambodja, Filipijnen, Indonesië, Maleisië, Palau, Singapore en Thailand. Dryophiops philippina is endemisch in de Filipijnen, Dryophiops rubescens heeft een veel groter verspreidingsgebied binnen Azië.

## Beschermingsstatus
Door de internationale natuurbeschermingsorganisatie IUCN is aan alle soorten een beschermingsstatus toegewezen. Dryophiops rubescens wordt beschouwd als 'veilig' (Least Concern of LC) en Dryophiops philippina als kwetsbaar' (Vulnerable of VU).